# Штрувенхитен
Штрувенхитен (њем. Struvenhütten) општина је у њемачкој савезној држави Шлезвиг-Холштајн. Једно је од 95 општинских средишта округа Зегеберг. Према процјени из 2010. у општини је живјело 1.086 становника. Посједује регионалну шифру (AGS) 1060082.

## Географски и демографски подаци
Штрувенхитен се налази у савезној држави Шлезвиг-Холштајн у округу Зегеберг. Општина се налази на надморској висини од 21 метра. Површина општине износи 12,9 km². У самом мјесту је, према процјени из 2010. године, живјело 1.086 становника. Просјечна густина становништва износи 84 становника/km².